# Kvart
A kvart (latin quarta = 'negyedik') a zenében a diatonikus hangsor negyedik fokát jelenti, illetve azt a hangközt, amely az első fokot a negyediktől elválasztja. A tiszta akusztikus kvart frekvenciája 4/3 arányban áll az alaphanggal, ez 498 cent hangköznek felel meg, míg kiegyenlített hangolású tiszta kvart esetén ez 500 cent.
A kvart a kvint fordított, inverz hangköze, tehát az a hangköz, amely azt oktávra egészíti ki.
Fajtái:
- a tiszta kvart (jelölése: T4), amikor a négy hang között egy kis szekund (K2) található (például dó-fá);
- a bő(vített) kvart (Bő4), amikor nincs kiszekund (például dó-fi), ez enharmonikusan azonos a szűk kvinttel.
- a szűk(ített) kvart (Szűk4), amikor a negyedik fok egy félhanggal le van szállítva (például ti-ma), ez enharmonikusan azonos a nagyterccel.

## Példa
- A Marseillaise első felugró hangköze kvart.